# Phacidium betulinum
Phacidium betulinum är en svampart som beskrevs av Mouton 1900. Phacidium betulinum ingår i släktet Phacidium och familjen Phacidiaceae.   Inga underarter finns listade i Catalogue of Life.